# Roca Encavalcada
La Roca Encavalcada és un pont natural penjat a gran altura sobre el sector de les Fogueroses al Parc Natural de Sant Llorenç del Munt i Serra de l’Obac.
Es tracta d’un gran bloc de pedra encastat entre dues agulles formant un conjunt singular. És una  gran balconada de roca amb vistes a l'est cap a la vall d’Horta i la característica Rocamur, coneguda popularment com la Màquina de Tren, i al nord cap al Montcau i la carena dels Emprius Es troba equidistant de la Cova Simanya i els Òbits i la seva alçada coincideix amb la del cingle que té davant a la carena del Pagès
Per a facilitar la contemplació d'aquesta meravella natural, on les roques fan equilibrismes, es va obrir un mirador a principis del segle xx.  
La Roca Encavalcada forma part d'un gran i interessant Castellot que s'aixeca davant de la carena del Pagès. És el més extens de la regió de les Fogueroses: de nord a sud té prop d'un centenar de metres.

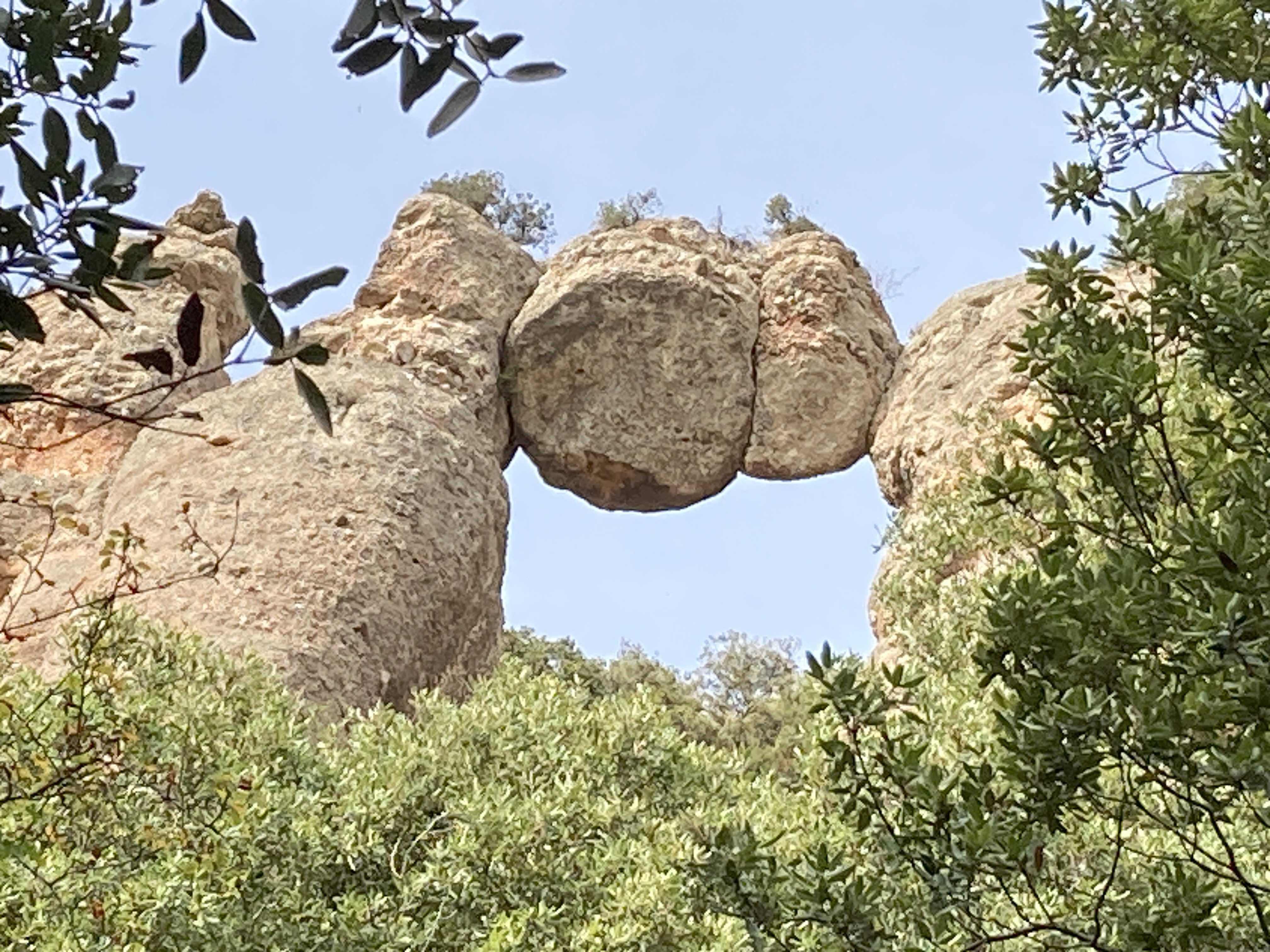
Vista des de baix

L'estructura de la Roca Encavalcada es pot contemplar tant des dalt com des de baix. Des de sobre, la Roca queda a l'alçada d'un planet boscos per on travessa un corriol. Des d'allà es veu com la roca queda encaixada entre les puntes de les dues formacions paral·leles. Des de baix tenim una visió molt diferent del fenomen geològic. I des del sud-est es té una bona visió de la Roca Encavalcada i de la resta d'elements del gran Castellot.
La Roca Encavalcada ha estat vinculada amb misteris i, fins i tot, amb rituals religiosos prehistòrics. Sense cap acreditació s'ha especulat amb la possibilitat que la roca fos un lloc sagrat pels animistes. Ha creat tanta fascinació que hi ha qui la coneix com la Porta del Cel, mentre que uns altres la diuen el Pont del Diable.